# Приморский Успенский монастырь
Монастырь в честь Успения Пресвятой Богородицы в селе Приморском — православный женский монастырь Запорожской епархии Украинской православной церкви.

## История монастыря
Земля, на которой находится монастырь, императрица Екатерина II подарила во владение графу Скавронскому, от него имение перешло к графу Литта. Екатерина Литта участвовала в строительстве храма, ныне являющимся монастырским.
Селение здесь было основано в 1750 году казаками и беглыми крестьянами, существует предание, что, согласно древнему казацкому обычаю, на новом месте сразу началось строительство церкви, затем атаманской хаты и прочих построек. По неофициальным данным считается что храм был построен около 1780 года. Официальной датой возникновения считается 1805 год (в 2005 году праздновалось 200-летие храма) В Запорожском архиве упоминается о действующем храме (1811 г.) в селе Царичанский Кут или Цар Кут — так называлось село Приморское до 1964 г. Там же имеются сведения о расширении и перестройке храма в 1868 г. (численность прихода — 7 тыс. человек).
Сложной история была у храма после 1917 г. С 1930 года церковная община терпит серьёзные притеснения, в 60-е годы храм был окончательно закрыт, колокола сброшены, купол и колокольня снесены. В районный центр Васильевку вывезено три грузовика церковной утвари. Вскоре помещение было занято под склады, и так продолжалось до 1985-86 гг.
В апреле 1989 г., при протоиерее Алексее (Кляхине), вновь образовавшаяся церковная двадцатка — Кулич Галина Антоновна, Карась Екатерина Прокоповна, Шевченко Алексей Проко-фьевич, Каплий Клавдия, Гаголенко Валентина Романовна — добилась открытия храма. Первая Литургия была отслужена на улице, а затем, по мере восстановления, постепенно переходили в храм, устанавливая иконостас, клирос. Была построена колокольня, восстановлены купола, настелены полы.
Осенью 1990 г. в храм свт. Николая Чудотворца был направлен настоятелем протоиерей Михаил Твердохлеб. За время его службы был поставлен забор, построен дом священника, проведено отопление в храм. Большой, светлый величественно-спокойный, второй по величине из сохранившихся в области, Храм Николая Чудотворца стал вновь действующим, но и до сего дня нуждается в реставрации настенных росписей, замене полов, дверей.
Карамазин Андрей Иванович, 1926 года рождения:
«С 14 лет посещаю этот храм. Во время Великой Отечественной войны служил о. Николай Телятников. А при о. Стефане — храм закрыли. Переоборудовали сначала под склад, а потом — под клуб. Больно было на все это смотреть».
Чорная Ольга Харитонов-на, 1928 года рождения, с одиннадцати лет помнит храм:
«Церковь была красивая, было много прихожан, приезжали со всей округи. Когда немец отступал, хотели взорвать, но Господь не допустил поругания над Святыней. Долгие годы никто не занимался восстановлением храма -Святитель Николай услышал наши молитвы».

1994 год — непростое время для возрождения православия на Запорожской земле. Трудами и усилиями правящего Архиерея Высокопреосвященнейшего Архиепископа Запорожского и Мелитопольского Василия, общиной было приобретено здание бывшей сельской больницы , в котором впоследствии разместились монашеские келий. Приход был беден и по благословению правящего Архиерея, на средства епархиального управления была построена котельная, подведено отопление, канализация и электричество. Также были выкуплены два близлежащих дома, в которых разместилась трапезная монастыря и швейная мастерская, имеющая в своем распоряжении швейные машины, оверлок, стол для кроя.
По благословению Архиепископа Запорожского и Мелитопольского Владыки Василия, первой игуменией была назначена матушка Ирина (Скотарь) . Под руководством матушки Ирины сестры трудились не покладая рук. Была построена домашняя Церковь в честь Успения Пресвятой Богородицы. Обустроен большой храм, приобретено много икон, построены хозяйственные сооружения, заложен фруктовый сад. Насельницы монастыря завели домашнюю живность, выращивали овощи. Господь укреплял, давал подвижницам силы, под руководством своего духовного наставника протоиерея Виктора (Головизина). О. Виктор духовно окормлял не только сестер монастыря, но и всех, приходящих в обитель.
В 1998 году, по благословению Владыки Василия, игумения Ирина (Скотарь) назначается настоятельницей новосозданного Свято-Елисаветинского монастыря Запорожской Епархии, а новой настоятельницей Свято-Успенского монастыря становится игумения Зинаида (Масленникова).

## В нашем веке
В 2000 году был построен жилой монашеский корпус со всеми удобствами на 30 человек.
В 2004 году был построен двухэтажный корпус с подвальным помещением для хранения продуктов питания. На первом этаже здания расположены моечные установки и пекарня. На втором этаже расположилась трапезная с террасой на 80 человек.
Улучшились условия жизни монахинь. Теперь они живут в 2-х этажном корпусе, куда круглосуточно подается горячая вода, и у каждой монахини есть своя отдельная светлая келия.
На территории монастыря пробурена скважина с питьевой водой. На добротном хозяйственном дворе сегодня живут монастырские питомцы — коровы, гуси, индюки, цесарки, страусы, павлины. Есть своя подстанция, которая по необходимости подает электроэнергию.

## Перспективы
13 марта 2006 года утвержден Правящим Архиереем генеральный проект: «По расширению и благоустройству монастыря на 2-х гектарах земли». Над проектом работали: Речка Нина Афанасьевна, начальник РКП Васильевского «Градпроект», с Мелитопольским архитектором Иотовым Валерием Леонидовичем.
В проекте определено:
- Расширение ограды на 28 соток земли.
- Замена Церковных врат. Пристройка арки с коваными вратами с двух сторон храма.
- Благоустройство места захоронения памятника погибшим воинам, недалеко от монастыря.
- Определено место для живого уголка (павлины, страусы…)
- Определено место для бурения скважины. Размечены аллеи для пожилых людей (скамейки, беседки…)
- Запланировано дорожки и подход к храму выложить декоративной плиткой.
- Планируется отвод земли под сад и клумбы.
- Запланирован капитальный ремонт храма, с росписью изнутри.

## Святыни
Интересной вехой в истории храма является, то, что в нем служил праведный Иоанн Кронштадтский.
- Главная святыня монастыря — ковчежец с частицами святых мощей, который находится в нашем храме. В нем почивают частицы нетленных мощей 50-ти святых угодников Божиих: великомученика Пантелеймона, великомученицы Параскевы, преподобного Сергия Радонежского, великомученицы Варвары, преподобных отцов Киево-Печерских, Оптинских старцев, преподобного Иова Почаев-ского, преподобного Серафима Саровского и жен Дивеевских.
- Другая почитаемая святыня — икона «Сошествие Святаго Духа на апостолов в день Пятидесятницы». Искусствоведы датируют её серединой 17-го века. Проявив особое усердие, Валерий Валюта взял на себя труды по реставрации и изготовлению золоченого резного оклада к иконе.
- В 2003 году из г. Полоцка была привезена, тканая на ковре, икона преподобной Евфросинии, игуменьи Полоцкой, правнучки равноапостольного князя Владимира. А также привезены от её мощей — тапочки, рукавичка, маслице, икона с платом, фотография креста, подаренного Евфросинии святым князем Владимиром.